# Eucorydia yasumatsui
Eucorydia yasumatsui är en kackerlacksart som beskrevs av Asahina 1971. Eucorydia yasumatsui ingår i släktet Eucorydia och familjen Polyphagidae. Inga underarter finns listade i Catalogue of Life.